# Thera continua
Thera continua är en fjärilsart som beskrevs av Embrik Strand 1903. Thera continua ingår i släktet Thera och familjen mätare. Inga underarter finns listade i Catalogue of Life.